# Bruce Waibel
Pour les articles homonymes, voir Waibel.
Bruce Kenneth Waibel né le 9 juillet 1958 à Dover dans l'État du New Jersey aux États-Unis et est mort le 2 septembre 2003. Il était le bassiste du groupe FireHouse de 2000 jusqu’à son décès en 2003. Le 2 septembre 2003, Waibel se suicide par asphyxie à la suite d'une intoxication au monoxyde de carbone dans le garage d’un ami à Sarasota, Floride.

## Discographie

### FireHouse
- O2 (2000)